# Szigetbecse
Szigetbecse là một thị trấn thuộc hạt Pest, Hungary. Thị trấn này có diện tích 17,12 km², dân số năm 2010 là 1360 người, mật độ 79 người/km².